# 双峰寨
25°04′51″N 113°34′31″E / 25.08083°N 113.57528°E
双峰寨位于中国广东省仁化县城西19公里的石塘镇石塘村，该寨是乡绅李自胜为防范土匪抢掠，筹银三万，于清光绪二十五年（1899年）动工，用了十二年的时间建成。双峰寨原名石塘寨，后取寨门前门楣横匾“双峰保障”之意，改称为“双峰寨”至今，该寨1949年前已崩塌，中华人民共和国成立后重修。
双峰寨外形为长方形，用石灰和青砖砌成，寨子的面积有4164平方米，有一座主楼和四个炮楼，主楼与炮楼之间有高9米，宽1.2米的城墙相连。寨外周围是宽13米，水深1.5米的护城河，是个少有的巨型寨堡。
大革命时期，中国共产党领导的石塘乡农会曾在里面办公。1927年后，石塘乡农会领导军民退居双峰寨内反抗当时的国民党右派的镇压，前后历时9个月。双峰寨现在是爱国主义教育基地。
- 南面大门
- 东南角